# Crescencio Gutiérrez
Crescencio Gutiérrez   (Guadalajara, 26 d'octubre de 1933 - 21 de juliol de 2025)va ser un futbolista mexicà. Va formar part de l'equip mexicà a la Copa del Món de 1958.